# Aeon (magazyn)
Aeon – cyfrowy magazyn idei, filozofii i kultury. Opisuje siebie jako publikację, która „zadaje największe pytania i znajduje najświeższe, najbardziej oryginalne odpowiedzi, udzielane przez wiodące światowe autorytety w dziedzinie nauki, filozofii i społeczeństwa”. Publikuje artykuły co tydzień. Magazyn ma swoje redakcje w Londynie, Nowym Jorku i Melbourne.
Aeon został założony w Londynie we wrześniu 2012 roku przez Paula i Brigid Hainsów, australijską parę. 1 lipca 2016 roku Aeon stał się zarejestrowaną organizacją charytatywną w Australian Charities and Not-For-Profit Commission, w kategoriach rozwoju kultury i edukacji.
Zawartość Aeon składa się z długich, pogłębionych esejów, krótszych fragmentów Idei i krótkich filmów dokumentalnych pod szyldem Aeon Video. Prowadzi również kanał Conversations, w którym czytelnicy są zapraszani do odpowiadania na pytania związane z artykułami oraz do przedstawiania własnego punktu widzenia.
W 2013 r. Hamish McKenzie z PandoDaily nazwał Aeon „najlepszym przykładem magazynu zbudowanego dla epoki telefonii komórkowej”.
Eseje Rebekki Boyle „Koniec nocy” znalazły się w antologii „The Best American Science and Nature Writing 2015”, pod tytułem „The Health Effects of a World without Darkness”.
Esej Jessy Gamble „The End of Sleep?” został uznany przez Association of British Science Writers za najlepszy film roku 2013.
Aeon współpracuje z kilkoma innymi organizacjami i wydawcami, w tym z naukową stroną internetową poświęconą komunikacji naukowej Knowing Neurons, University of Cambridge Centre for Existential Risk i MIT Press.
Krótsze fragmenty Idei są dostępne do republikowania na licencji Creative Commons. Te fragmenty są często przedrukowywane przez internetowe media, takie jak The Atlantic.